# Sapindales
Sapindales is een botanische naam, voor een orde van de tweezaadlobbige planten: de naam is gevormd uit de familienaam Sapindaceae. Een orde onder deze naam wordt vrij regelmatig erkend door systemen voor plantentaxonomie.
In het APG II-systeem (2003) bestaat de orde uit:
- orde Sapindales
  - familie: Anacardiaceae (Pruikenboomfamilie)
  - familie: Biebersteiniaceae
  - familie: Burseraceae
  - familie: Kirkiaceae
  - familie: Meliaceae
  - familie: Nitrariaceae

[+ familie Peganaceae ]
[+ familie Tetradiclidaceae ]
  - familie: Rutaceae (Wijnruitfamilie)
  - familie: Sapindaceae (Zeepboomfamilie)
  - familie: Simaroubaceae

waarbij de families tussen "[+ ...]" optioneel zijn, desgewenst af te splitsen.
De kernfamilies in deze orde (Anacardiaceae, Burseraceae, Meliaceae, Rutaceae, Sapindaceae en Simaroubaceae) vormen een natuurlijke eenheid, die al sinds lang als zodanig erkend wordt (zie bijvoorbeeld deTerebinthales in het Wettstein-systeem), al is het wel met telkens andere bijgevoegde families.
De omschrijving in APG II (2003) is een geringe wijziging ten opzichte van die in het APG-systeem (1998), dat de volgende omschrijving hanteerde:
- orde Sapindales
  - familie: Anacardiaceae
  - familie: Biebersteiniaceae
  - familie: Burseraceae
  - familie: Kirkiaceae
  - familie: Meliaceae
  - familie: Nitrariaceae

[+ familie Peganaceae ]
  - familie: Rutaceae
  - familie: Sapindaceae
  - familie: Simaroubaceae

In het Cronquist-systeem (1981), waar de orde ingedeeld werd in de onderklasse Rosidae, had de orde deze samenstelling:
- orde Sapindales
  - familie: Aceraceae
  - familie: Akaniaceae
  - familie: Anacardiaceae
  - familie: Bretschneideraceae
  - familie: Burseraceae
  - familie: Cneoraceae
  - familie: Hippocastanaceae
  - familie: Julianiaceae
  - familie: Meliaceae
  - familie: Melianthaceae
  - familie: Rutaceae
  - familie: Sapindaceae
  - familie: Simaroubaceae
  - familie: Staphyleaceae
  - familie: Zygophyllaceae

De verschillen tussen het Cronquist-systeem en APG II zijn minder groot dan ze misschien lijken aangezien de families Aceraceae, Cneoraceae, Hippocastanaceae en Julianiaceae zijn ingevoegd bij andere families in deze orde: de betreffende planten horen nog steeds in de orde. Daarentegen zijn de families Kirkiaceae en Nitrariaceae nieuwe afsplitsingen van families binnen de orde: de betreffende planten zijn dus niet nieuw in deze orde.